# Jaz Sinclair
Jaz Sinclair (Dallas (Texas), 22 juli 1994) is een Amerikaanse actrice.

## Carrière
Sinclair begon in 2009 met acteren in de korte film Into Dust, waarna zij nog meerdere rollen speelde in (korte) films en televisieseries.

## Filmografie

### Films
Uitgezonderd korte films.
- 2022 Please Baby Please - als Joanna
- 2018 Slender Man - als Chloe
- 2017 Fun Mom Dinner - als Olivia
- 2016 When the Bough Breaks - als Anna Walsh
- 2015 Paper Towns - als Angela

### Televisieseries
Uitgezonderd eenmalige gastrollen.
- 2023-heden Gen V - als Marie Moreau - 10 afl.
- 2018-2020 Chilling Adventures of Sabrina - als Rosalind Walker - 36 afl.
- 2016-2019 Easy - als Amber - 3 afl.
- 2017 The Vampire Diaries - als Beatrice Bennett - 2 afl.
- 2014-2015 Rizzoli & Isles - als Tasha Williams - 3 afl.

- Biblioteca Nacional de España: XX5856987
- Library of Congress Control Number: no2018148982
- MusicBrainz: f53e3c7e-9502-4ad9-8b7f-bdecedaf7ae9
- Virtual International Authority File: 426149294519480521947
- WorldCat: E39PBJtcBxtBQrrcyMjtQcbWXd